# Nikola Bilogrivić
Msgr. Nikola Bilogrivić (Tuzla, 1893. – Banja Luka, 1947.), hrvatski rimokatolički svećenik i povjesničar iz Bosne i Hercegovine

## Životopis
Rođen je 1893. godine u Tuzli. Nakon završenog školovanja zaređen je 1916. godine za svećenika Banjalučke biskupije. Doktorirao. Bio je banjolučki župnik i povjesničar. OZNA ga je strijeljala 1947. godine u Banjoj Luci.
Bio je župnik i u Bosanskoj Gradiški, a poslije njega na mjesto župnika došao je Branimir Župančić.